# Brian Stableford
Brian Michael Stableford (n. 25 iulie 1948, Shipley⁠(d), Anglia, Regatul Unit – d. 24 februarie 2024, Swansea, Țara Galilor, Regatul Unit) a fost un scriitor britanic de științifico-fantastic care a publicat mai mult de 70 de romane. Primele sale cărți au fost publicate sub numele de Brian M. Stableford, dar în cele mai recente a dispărut inițiala din mijlocul numelui și au apărut sub numele Brian Stableford. De asemenea, a folosit pseudonimul Brian Craig pentru câteva lucrări foarte timpurii și, din nou, pentru câteva lucrări mai recente. Pseudonimul derivă din primele nume ale lui și ale unui prieten din timpul școlii din anii 1960, Craig A. Mackintosh, cu care a publicat împreună o lucrare foarte timpurie.

## Biografie
Născut la Shipley, Yorkshire, Stableford a obținut o diplomă în biologie la Universitatea din York, în 1969, înainte de a face studii postuniversitare în biologie și mai târziu în sociologie. În 1979 a obținut un doctorat cu tema "Sociologia științifico-fantasticului". Până în 1988, a lucrat ca lector în sociologie la Universitatea din Reading. De atunci a fost un scriitor cu normă întreagă și un lector cu frecvență redusă la mai multe universități pentru cursuri pe teme precum scrierea creativă. El s-a căsătorit de două ori și are un fiu și o fiică din prima căsătorie. 

## Premii și onoruri
- 2011 Science Fiction & Fantasy Translation Awards, Special Award. [16]

## Lucrări scrise

### Ficțiune

#### Serii

##### Dies Irae
1. The Days of Glory - Zilele gloriei (Ace 1971)
2. In the Kingdom of the Beasts Î- n regatul fiarelor (Ace 1971)
3. Day of Wrath - Ziua mâniei (Ace 1971)

##### Hooded Swan ( aka Grainger)
1. Halcyon Drift (DAW noiembrie 1972 / JM Dent 1974); de asemenea disponibil ca o carte electronică, listată cu 58.069 de cuvinte
2. Rhapsody in Black - Rapsodie în negru (DAW iunie 1973 / JM Dent 1975); de asemenea disponibilă electronic,  51.279 de cuvinte
3. Promised Land  - Tărâmul promis (DAW februarie 1974 / JM Dent septembrie 1975); de asemenea disponibilă electronic, 49.848 de cuvinte
4. The Paradise Game - Jocul Paradisului (DAW iunie 1974 / JM Dent 1976); de asemenea disponibilă electronic, 50.303 de cuvinte
5. The Fenris Device  - Dispozitivul Fenris (DAW decembrie 1974 / Pan 1978); de asemenea disponibilă ca o carte electronică, 49.782 de cuvinte
6. Swan Song (DAW Mai 1975 / Pan 1978)

Toate cele 6 romane sunt de asemenea disponibile într-un volum antologic special: Song Swan (Big Engine aprilie 2002 / SFBC aprilie 2003) 

##### Daedalus Mission  Misiunea Daedalus
1. The Florians (DAW septembrie 1976 / Hamlyn 1978)
2. Critical Threshold  - Prag critic (DAW februarie 1977 / Hamlyn 1979)
3. Wildeblood's Empire  - Imperiul lui Wildeblood (DAW octombrie 1977 / Hamlyn 1979)
4. The City of the Sun  - Orașul Soarelui (DAW mai 1978 / Hamlyn 1980)
5. Balance of Power  - Balanța puterii (DAW ianuarie 1979 / Hamlyn 1984)
6. Paradoxul seturilor (DAW, octombrie 1979)

##### Asgard
1. Asgard's Secret   - Secretul Asgardului (Five Star, octombrie 2004); revizuit și extins de la 2 versiuni anterioare: 
  - Journey to the Center - Călătorie spre centru (DAW 1982)
  - Journey to the Centre - Călătorie spre centru (NEL octombrie 1989)
2. Asgard's Conquerors  - Cuceritorii Asgardului (Five Star decembrie 2004); revizuit și extins de la o versiune anterioară: 
  - Invaders from the Centre - Invadatorii din centru (NEL ianuarie 1990)
3. Asgard's Heart (Five Star februarie 2005); revizuit și extins de la o versiune anterioară: 
  - The Centre Cannot Hold (NEL iunie 1990)

##### Warhammer
1. The Orfeo Trilogy: 
  - Zaragoz (GW Books nov. 1989) (sub pseudonimul  "Brian Craig")
  - Plague Daemon (GW Books aprilie 1990) (sub pseudonimul  "Brian Craig")
  - Storm Warriors (GW Books martie 1991) (sub pseudonimul  "Brian Craig")
2. The Wine of Dreams (Black Library oct. 2000) (sub pseudonimul  "Brian Craig")
3. Warhammer 40000: Pawns of Chaos (Black Library apr. 2001) (sub pseudonimul  "Brian Craig")

##### David Lydyard (Vârcolaci)
1. The Werewolves of London - Vârcolacii din Londra (Simon & Schuster UK, iulie 1990)
2. The Angel of Pain - Îngerul durerii (Simon & Schuster UK august 1991)
3. The Carnival of Destruction  - Carnavalul distrugerii (Pocket UK oct. 1994)

##### Dark Future
1. Ghost Dancers (GW Books mai 1991) (de "Brian Craig")

##### Genesys
1. Serpent's Blood - Sângele Șarpelui (Legend, mai 1995)
2. Salamander's Fire (Legend, mai 1996)
3. Chimera's Cradle (Simon & Schuster UK martie 1997)

##### Emortality
Primele șase volume sunt considerate secvența principală și au fost publicate în afara cronologiei seriei; ordinea preferată de citire prezentată mai jos este stabilită din introducerea autorului în volumul 6, Expediția Omega - Omega Expedition.. Această serie este, de asemenea, legată, deși nu întotdeauna în totalitate, de cele 8 colecții și 3 romane cu subtitlul "Tales of the Revolution Biotech", a se vedea mai jos. 
Termenul „emortalitate”, destinat să indice apropierea nemuririi, spre deosebire de nemurirea absolută, este recunoscut de către Stableford (în volumul 3, Dark Ararat) că a fost inventat de Alvin Silverstein în cartea sa din 1979, Cucerirea morții - Conquest of Death. 
1. The Cassandra Complex - Complexul Cassandra (Tor, martie 2001); revizuită și extinsă din: 
  - "The Magic Bullet" (nv), Interzone # 29 1989
2. Inherit the Earth- Moștenirea Pământului (Tor Septembrie 1998); revizuită și extinsă din: 
  - "Moștenirea Pământului" (na), Analog iulie 1995
3. Dark Ararat (Tor martie 2002)
4. Architects of Emortality - Arhitecții de Emortalitate (Tor Septembrie 1999); revizuită și extinsă din: 
  - Les Fleurs du Mal (na) Asimov, octombrie 1994; de asemenea, consultați Colecția 19 de mai jos
5. The Fountains of Youth  - Fântânile tineretului (Tor mai 2000); revizuită și extinsă din: 
  - „Istoria morții” de Mortimer Gray " (na), Asimov, aprilie 1995
6. Expediția Omega (Tor decembrie 2002); revizuită și extinsă din: 
  - "And He Not Busy Being Born ..." (ss) Interzone # 16, vara 1986
7. The Dragon Man: A Novel of the Future (Borgo Press 2009); un roman  autonom pentru tineri adulți; de asemenea disponibil ca o carte electronică, cu  65.401 de cuvinte

##### Mnemosyne
1. The Wayward Muse (Black Coat Press September 2005) ISBN 1-932983-45-7
  - Introduction (in) *
  - "The Secret Exhibition" (nv), Weird Tales Fall 1999; revised here, per the author's introduction
  - "The Incubus of the Rose" (ss), Weird Tales Summer 2000; revised here, per the author's introduction
  - "The Arms of Morpheus" (short novel) *
2. Eurydice's Lament (Black Coat Press Nov. 2015)
3. The Mirror of Dionysius (Black Coat Press Dec. 2016)
4. The Pool of Mnemosyne (Black Coat Press April 2018)

1. The Wayward Muse (Black Coat Press Septembrie 2005) ISBN: 1-932983-45-7
2. Povestea lui Eurydice (presa scrisă de negru din noiembrie 2015)
3. Oglinda lui Dionysius (Black Coat Press Dec 2016)
4. Piscina lui Mnemosyne (presa scrisă de negru din aprilie 2018)

##### The Empire of the Necromancers
1. The Shadow of Frankenstein (Black Coat Press December 2008) ISBN: 978-1-934543-63-4; a fix-up of the following: 
  - "The Grey Men" (na) Tales of the Shadowmen, Volume 2: Gentlemen of the Night, ed. Jean-Marc Lofficier & Randy Lofficier, Black Coat Press 2005
  - "The Child-Stealers" (na) Tales of the Shadowmen, Volume 3: Danse Macabre, ed. Jean-Marc & Randy Lofficier, Black Coat Press 2006
2. Frankenstein and the Vampire Countess (Black Coat Press November 2009) ISBN: 978-1-934543-89-4; a fix-up of the following: 
  - "The Return of Frankenstein" (na) Tales of the Shadowmen, Volume 4: Lords of Terror, ed. Jean-Marc & Randy Lofficier, Black Coat Press 2008
  - "The Vampire in Paris" (na) Tales of the Shadowmen, Volume 5: The Vampires of Paris, ed. Jean-Marc & Randy Lofficier, Black Coat Press 2009
3. Frankenstein in London (Black Coat Press January 2011) ISBN: 978-1-935558-78-1; a fix-up of the following: 
  - "Where Zombies Armies Clash By Night" (na) Tales of the Shadowmen, Volume 6: Grand Guignol, ed. Jean-Marc & Randy Lofficier, Black Coat Press 2010
  - "The Necromancers of London" (na) Tales of the Shadowmen, Volume 7: Femmes Fatales, ed. Jean-Marc & Randy Lofficier, Black Coat Press 2011

##### Auguste Dupin
1. "The Legacy of Erich Zann" (na), see Collections 21 & 23, below
2. The Mad Trist / Valdemar's Daughter (Borgo Press October 2010); billed as "Wildside Double #10" 
  - "Valdemar's Daughter: A Romance of Mesmerism" (na) *; also available as an ebook, listed at 30,405 words
  - "The Mad Trist: A Romance of Bibliomania" (na) *; also available as an ebook, listed at 32,787 words
3. The Quintessence of August: A Romance of Possession (Borgo Press January 2011)
4. The Cthulhu Encryption: A Romance of Piracy (Borgo Press March 2011)
5. Journey to the Core of Creation: A Romance of Evolution (Borgo Press November 2011)
6. Yesterday Never Dies: A Romance of Metempsychosis (Borgo Press January 2013)

#### Alte romane
- Cradle of the Sun (Ace Double 1969 / Sidgwick & Jackson oct. 1969)
- The Blind Worm (Ace Double 1970 / Sidgwick & Jackson martie 1970)
- To Challenge Chaos (DAW mai 1972)
- The Realms of Tartarus (DAW iul. 1977); trilogie de romane scurte, primul revizuit pe baza :
  - The Face of Heaven (Quartet Books feb. 1976)
- Man in a Cage (John Day 1975); și ca e-book,  75,907 cuvinte ; bazat vag pe povestirea:
  - "Meeting at Eternity" (vi), Proteus #3 1966
- The Mind-Riders (DAW May 1976 / Fontana 1977)
- The Last Days of the Edge of the World (Hutchinson 1978 / Ace September 1985)
- The Walking Shadow (Fontana 1979 / Carroll & Graf July 1985)
- Optiman (DAW October 1980) / a.k.a. War Games (Pan UK July 1981)
- The Castaways of Tanagar (DAW April 1981)
- The Gates of Eden (DAW February 1983)
- The Empire of Fear (Simon & Schuster UK October 1988); revised and expanded from:
  - "The Man Who Loved the Vampire Lady" (nv), F&SF August 1988
- Young Blood (Simon & Schuster UK September 1992); also available as an e-book, listed at 129,274 words
- Firefly: A Novel of the Far Future,  (Borgo Press 1994 / Cosmos Books May 2009); also available as an e-book, listed at 52,589 words; revised and expanded from:
  - "Beyond Time's Aegis" (nv), Science Fantasy November 1965 {with Craig A. Mackintosh, as by "Brian Craig"}
- The Hunger and Ecstasy of Vampires (Mark V. Ziesing March 1996) - first published in somewhat abridged form in the following:
  - "The Hunger and Ecstasy of Vampires" (na), Interzone January 1995 (+1)
- Year Zero (Sarob Press June 2000 / Five Star April 2003); a fix-up and expansion of the following 3 stories:
  - "When Molly Met Elvis" (ss), Interzone April 1997 (as by "Francis Amery")
  - "Molly and the Angel" (ss), Interzone July 1999 (as by "Francis Amery")
  - "Molly and the Men in Black" (nv), Interzone September 1999 (as by "Francis Amery")
- The Eleventh Hour (Cosmos Books 2001); also available as an e-book, listed at 106,225 words
- Curse of the Coral Bride (Immanion Press UK November 2004); loosely based on the following:
  - "The Light of Achernar" (nv), The Last Continent: New Tales of Zothique, ed. John Pelan, ShadowLands Press 1999
- Kiss the Goat (Prime Books September 2005)
- The Stones of Camelot (Black Coat Press March 2006) ISBN: 1-932983-69-4; revised and expanded from:
  - "The Architect of Worlds" (na), Camelot Fantastic, ed. Lawrence Schimel & Martin H. Greenberg, DAW July 1998
- Streaking: A Novel of Probability (PS Publishing June 2006 / Borgo Press September 2011)
- The New Faust at the Tragicomique (Black Coat Press April 2007) ISBN: 978-1-932983-91-3
- Sherlock Holmes and the Vampires of Eternity (Black Coat Press January 2009) ISBN: 978-1-934543-06-1; book version of the following linked novellas:
  - "The Hunger and Ecstasy of Vampires" (na), Interzone January 1995 (+1) / (text restored) Mark V. Ziesing 1996, see above
  - "The Black Blood of the Dead" (na), Interzone January 1997 (+1)
  - "The Gateway of Eternity" (na), Interzone January 1999 (+1)
- The Moment of Truth, (Borgo Press March 2009); loosely based on the following:
  - "The Face of an Angel" (nv), Leviathan 3, ed. Forrest Aguirre & Jeff VanderMeer, Ministry of Whimsy 2002
- Prelude to Eternity: A Romance of the First Time Machine (Borgo Press August 2009)
- The World Beyond: A Sequel to S. Fowler Wright's The World Below (Borgo Press September 2009)
- Alien Abduction: The Wiltshire Revelations (Borgo Press September 2009); "A Comedy of Aliens"
- Luscinia: A Romance of Nightingales and Roses (Borgo Press August 2010); also available as an e-book, listed at 62,555 words
- The Plurality of Worlds: A 16th-century Space Opera (Borgo Press 2010); book version of the following linked novellas:
  - "The Ethership" (na), Asimov's August 2006 (as "The Plurality of Worlds")
  - "Doctor Muffet's Island" (na), Asimov's March 2007
  - "The Philosopher's Stone" (na), Asimov's July 2008
  - "The Great Armada" (na), Asimov's April/May 2009; text slightly restored here
- Zombies Don't Cry: A Tale of the Biotech Revolution (Borgo Press February 2011)
- Xeno's Paradox: A Tale of the Biotech Revolution (Borgo Press February 2011) (sequel to "Hidden Agendas", see Collection 9)
- Nature's Shift: A Tale of the Biotech Revolution (Borgo Press September 2011); loosely based on the following:
  - "The Growth of the House of Usher" (nv), Interzone #24 1988
- Echoes of Eternity (Chambrion Books Feb. 2016)
- Vampires of Atlantis: A Love Story (Wildside Press April 2016); revised and expanded from the following:
  - "Sheena" (na), The Vampire Sextette, ed. Marvin Kaye, SFBC 2000 / Ace 2002
- The Darkling Wood: A Scientific Fantasy (Wildside Press May 2016); revised and expanded from the following:
  - "Tenebrio" (nv), Vanishing Acts, ed. Ellen Datlow, Tor 2000
- The Devil in Detail (Wildside Press May 2016); loosely based on the following related stories:
  - "Chacun sa Goule" (biography & introduction), Dancing with the Dark, ed. Stephen Jones, Vista 1997
  - "The Haunted Bookshop" (nv), Dark Terrors 5: The Gollancz Book of Horror, ed. Stephen Jones & David Sutton, Gollancz UK 2000
  - "Beyond Bliss" (nv), The Haunted Bookshop and Other Apparitions, Borgo Press Sep. 2007
- Portals of Paradise (Wildside Press Nov. 2016)
- Tangled Web of Time (Wildside Press Nov. 2016)
- Further Beyond: A Lovecraftian Science Fiction Novel (Wildside Press Aug. 2017)
- The Death of Broceliande: A Tale of Faery (Wildside Press Feb. 2018); revised and expanded from the following:
  - "Chanterelle" (nv), Black Heart, Ivory Bones, ed. Ellen Datlow & Terri Windling, Avon 2000
- Spirits of the Vasty Deep (Snuggly Books March 2018)
- The Alchemy of Blood (Wildside Press May 2018); revised and expanded from the following:
  - "The Path of Progress" (nv/na), The Return of the Djinn and Other Black Melodramas, Borgo Press Aug. 2009

#### Chapbooks
- The Cosmic Perspective/Custer's Last Stand (Chrim Drumm 1985); colecție de 2 novelete originale
- Slumming în Voodooland (Pulphouse Short Story Paperback # 26 iulie 1991); o scurtă poveste originală
- The Innsmouth Heritage (Necronomicon Press martie 1992); o scurtă poveste originală, inspirată de ficțiunea lui HP Lovecraft [17]
- Fables and Fantasies (Necronomicon Press, octombrie 1996);  colectie: 
  -     - "Three Versions of a Fable" (vi), Bats and Red Velvet #14 1995
    - "Nephthys" (ss), Peeping Tom #13 1994
    - "The Annual Conference of the Prophets of Atlantis" (vi), Reminiscon 40 Souvenir Programme 1992
    - "The Requiem Masque" (ss), Albedo One #3 1993
    - "Kalamada's Blessing" (vi), Scheherazade #8 1993
    - "Aphrodite and the Ring" (ss), Scheherazade #11 1995
    - "How the Dragons Yetzirah and Alziluth Lost the Knowledge of a Million Lifetimes" (vi) *; revised from Star Roots #1 1989
    - "The Shepherd's Daughter" (ss), Fear! September 1990
    - "The Sleeping Soul" (vi) *
    - "The Dream" (vi) *

#### Colecții
1. Sexual Chemistry: Sardonic Tales of the Genetic Revolution (Simon & Schuster UK February 1991); reprinted, sans the concluding article, as Sexual Chemistry and Other Tales of the Biotech Revolution (Borgo Press 2012)
  - Introduction (in) *
  - "Bedside Conversations" (ss), Asimov's December 1990
  - "Sexual Chemistry" (nv), Interzone #20 1987 (a.k.a. "A Career in Sexual Chemistry")
  - "Cinderella's Sisters" (ss), The Gate #1 1989
  - "The Magic Bullet" (nv), Interzone #29 1989 (later expanded into The Cassandra Complex, see above)
  - "The Invertebrate Man" (nv), Interzone #39 1990
  - "The Furniture of Life's Ambition" (ss/nv), Zenith 2, ed. David S. Garnett, Orbit UK 1990
  - "The Fury That Hell Withheld" (ss/nv), Interzone #35 1990
  - "The Engineer and the Executioner" (ss), Amazing May 1975; revised
  - "The Growth of the House of Usher" (nv), Interzone #24 1988 (later expanded into Nature's Shift: A Tale of the Biotech Revolution, see above)
  - "And He Not Busy Being Born..." (ss), Interzone #16 1986 (later expanded into The Omega Expedition, see above)
  - "Mankind in the Third Millennium" (article), Social Biology and Human Affairs v54 #1 1988; originally published in Japanese in Japan Research and Technology #249 1988
2. Complications and Other Stories (Cosmos Books September 2003)
  - Introduction (in) *
  - "Complications" (nv), Amazing February 1992
  - "Alternate Worlds" (ss), Interzone #38 1990 (a.k.a. "Minimoments")
  - "The Flowers of the Forest" (ss), Amazing June 1993
  - "Layers of Meaning" (ss), Interzone #21 1987
  - "The Oedipus Effect" (nv), Temps Volume 1, ed. Neil Gaiman & Alex Stewart, Roc UK 1991
  - "Sortilege and Serendipity" (nv), Euro Temps, ed. Alex Stewart, Roc UK 1992; sequel to "The Oedipus Effect"
  - "Skinned Alive" (ss), Weekend's Fiction Extra September 1978
  - "Taken for a Ride" (ss), Science Fiction Age March 1994
  - "Virtuous Reality" (ss), Interzone January 1992
  - "Wildland" (ss), Arrows of Eros, ed. Alex Stewart, NEL 1989
3. Designer Genes: Tales of the Biotech Revolution (Five Star March 2004)
  - Introduction (in) *
  - "What Can Chloë Want?" (ss), Asimov's March 1994
  - "The Invisible Worm" (nv), F&SF September 1991
  - "The Age of Innocence" (ss), Asimov's June 1995
  - "Snowball in Hell" (nv), Analog December 2000
  - "The Last Supper" (ss), Science Fiction Age March 2000
  - "The Facts of Life" (nv), Asimov's September 1993
  - "Hot Blood" (ss), Asimov's September 2002
  - "The House of Mourning" (ss), Off-Limits, ed. Ellen Datlow, St. Martin's 1996
  - "Another Branch of the Family Tree" (nv), Asimov's July 1999
  - "The Milk of Human Kindness" (ss), Analog March 2001
  - "The Pipes of Pan" (nv), F&SF June 1997; read online
4. Salomé and Other Decadent Fantasies (Cosmos Books May 2004)
  - Introduction (in) *
  - "Salomé" (ss), The Dedalus Book of Femmes Fatales, ed. Brian M. Stableford, Dedalus 1992
  - "O for a Fiery Gloom and Thee" (ss), Sirens and Other Daemon Lovers, ed. Ellen Datlow & Terri Windling, HarperPrism 1998
  - "The Last Worshipper of Proteus" (ss), Beyond Fantasy & Science Fiction #2 1995
  - "The Evil That Men Do" (nv), Realms of Fantasy August 1995
  - "Ebony Eyes" (vi), Horrors! 365 Scary Stories, ed. Stefan R. Dziemianowicz, Robert Weinberg & Martin H. Greenberg, Barnes & Noble 1998 (as by "Francis Amery")
  - "The Fisherman's Child" (ss), Penny Dreadful April 1998
  - "The Storyteller's Tale" (ss), The Anthology of Fantasy & the Supernatural, ed. Stephen Jones & David Sutton, Tiger 1994
  - "The Unluckiest Thief" (ss), Interzone June 1992
  - "The Light of Achernar" (nv), The Last Continent: New Tales of Zothique, ed. John Pelan, ShadowLands Press 1999 (later formed loose basis for the novel Curse of the Coral Bride, see above)
  - "The Mandrake Garden" (ss), F&SF July 2000
  - "Chanterelle" (nv), Black Heart, Ivory Bones, ed. Ellen Datlow & Terri Windling, Avon 2000
5. Sheena and Other Gothic Tales (Immanion Press May 2006), also available as an e-book, approximately 90,000 words
  - Introduction (in) *
  - "Rose, Crowned with Thorns" (nv), White of the Moon: New Tales of Madness and Dread, ed. Stephen Jones, Pumpkin Books 1999
  - "Rent" (ss), Weird Tales Fall 1998
  - "Tenebrio" (nv), Vanishing Acts, ed. Ellen Datlow, Tor 2000 (later expanded into the novel The Darkling Wood, see above)
  - "Behind the Wheel" (ss), Dark Voices 2, ed. David Sutton & Stephen Jones, Pan UK 1990
  - "Innocent Blood" (nv), Tales of the Wandering Jew, ed. Brian Stableford, Dedalus UK 1991
  - "Emptiness" (ss), Dreams of Decadence Spring 2001 / Infinity Plus Two, ed. Keith Brooke & Nick Gevers, PS Publishing UK 2003; originally published in French in De Sang d'Encre, ed. Lea Silhol, 1999
  - "The Woman in the Mirror" (ss), The Dedalus Book of Femmes Fatales, ed. Brian Stableford, Dedalus UK 1992; (as by "Brian Craig")
  - "Regression" (nv), Asimov's April 2000
  - "Heartbreaker" (ss), Million #2 1991
  - "Sheena" (na), The Vampire Sextette, ed. Marvin Kaye, SFBC 2000 / Ace 2002; text restored, per the author's introduction (later expanded into the novel Vampires of Atlantis, see above)
6. The Cure for Love and Other Tales of the Biotech Revolution (Borgo Press June 2007)
  - Introduction (in) *
  - "The Cure for Love" (nv), Asimov's mid-December 1993
  - "Ashes and Tombstones" (ss), Moon Shots, ed. Peter Crowther, DAW 1999
  - "Slumming in Voodooland" (nv), Pulphouse 1991
  - "The Color of Envy" (nv), Asimov's May 2001
  - "The Lady-Killer, as Observed from a Safe Distance" (nv), Asimov's August 2000
  - "Busy Dying" (nv), F&SF February 1994
  - "The Man Who Invented Good Taste" (ss), Interzone March 1991
  - "The Road to Hell" (nv), Interzone July 1995
  - "The Scream" (nv), Asimov's July 1994
7. The Haunted Bookshop and Other Apparitions (Borgo Press September 2007)
  - Introduction (in) *
  - "Seers" (ss), Gothic Ghosts, ed. Wendy Webb & Charles L. Grant, Tor 1997
  - "O Goat-Foot God of Arcady!" (ss), The Silver Web #15 2002
  - Chacun sa Goule (biography & introduction) Dancing with the Dark, ed. Stephen Jones, Vista 1997 (this and the following 2 stories later formed the loose basis for novel The Devil in Detail, see above)
  - "The Haunted Bookshop" (nv), Dark Terrors 5: The Gollancz Book of Horror, ed. Stephen Jones & David Sutton, Gollancz UK 2000
  - "Beyond Bliss" (nv) *; sequel to "The Haunted Bookshop"
  - "All You Inherit" (ss/nv), Taps and Sighs, ed. Peter Crowther, Subterranean Press 2000
  - "The Will" (ss), Dark Fantasies, ed. Chris Morgan, Legend UK 1989
  - "Danny's Inferno" (ss), Albedo One #32 2007
  - "Can't Live Without You" (ss/nv), Oceans of the Mind Winter 2001
  - "Community Service" (nv), Terra Incognita Spring 1997
  - "Denial" (ss) *
8. The Tree of Life and Other Tales of the Biotech Revolution (Borgo Press September 2007)
  - Introduction (in) *
  - "The Tree of Life" (nv), Asimov's September 1994
  - "The Skin Trade" (ss), Asimov's November 1995
  - "Out of Touch" (nv), Asimov's October 1995
  - "Skin Deep" (nv), Amazing October 1991
  - "Carriers" (ss/nv), Asimov's July 1993
  - "Rogue Terminator" (nv), Asimov's April 2001
  - "Home Front" (ss), Science Fiction: The DAW 30th Anniversary, ed. Sheila E. Gilbert & Elizabeth R. Wollheim, DAW 2002
  - "Hidden Agendas" (nv/na), Asimov's September 1999 (sequel is Xeno's Paradox: A Tale of the Biotech Revolution, see above)
9. An Oasis of Horror: Decadent Tales and Contes Cruels (Borgo Press March 2008)
  - Introduction (in) *
  - "An Oasis of Horror" (ss), Infinity Plus September 2006; read online
  - "Justice" (ss), Far Point #1 1991
  - "The Copper Cauldron" (nv) *
  - "Nobody Else to Blame" (ss), Redsine #7 January 2002
  - "Heartbeat" (vi), Horrors! 365 Scary Stories, ed. Stefan R. Dziemianowicz, Robert Weinberg & Martin H. Greenberg, Barnes & Noble 1998
  - "Upon the Gallows-Tree" (ss), Narrow Houses, ed. Peter Crowther, Little Brown UK 1992
  - "The Devil's Men" (ss), 100 Wicked Little Witch Stories, ed. Stefan Dziemianowicz, Robert Weinberg & Martin H. Greenberg, Barnes & Noble 1995
  - "The Elixir of Youth" (nv), Weird Tales #341 August/September 2006; originally appeared in French in Asphodale #4 2003; read online
  - "The Lamia's Soliloquy" (vi), Horrors! 365 Scary Stories, ed. Stefan R. Dziemianowicz, Robert Weinberg & Martin H. Greenberg, Barnes & Noble 1998
  - "And the Hunter Home From the Hill" (ss/nv) *
  - "The Riddle of the Sphinx" (vi), Horrors! 365 Scary Stories, ed. Stefan R. Dziemianowicz, Robert Weinberg & Martin H. Greenberg, Barnes & Noble 1998
  - "My Mother, the Hag" (ss), Tales of the Round Table, ed. Mike Astley, Past Times 1997
  - "The Devil's Comedy" (nv), Phantoms of Venice, ed. David Sutton, Shadow 2001
  - "The Power of Prayer" (ss), Paradox #1 Spring 2003
10. The Gardens of Tantalus and Other Delusions (Borgo Press March 2008); also available as an e-book, listed at 67,533 words
  - Introduction (in) *
  - "The Gardens of Tantalus" (nv), Classical Whodunnits, ed. Mike Astley, Past Times 1996
  - "The Lost Romance" (ss), Chronicles of the Holy Grail, ed. Mike Astley, Carroll & Graf 1996
  - "Lucifer's Comet" (ss), Interzone September 1996 (as by "Francis Amery")
  - "The Miracle of Zunderburg" (ss), Redsine #4 February 2001
  - "The Cult of Selene" (ss), Albedo One #14 1997
  - "Ice and Fire" (ss), Albedo One #18 1998
  - "Self-Sacrifice" (ss), Interzone December 1991 (as by "Francis Amery")
  - "To the Bad" (ss), Weerde: Book 1, ed. Mary Gentle & Roz Kaveney, Roc UK 1992
  - "Riding the Tiger" (nv), Interzone February 1993 (book's introduction explains that this was originally written as a sequel to "To the Bad")
  - "Curiouser and Curiouser: A Kitchen Sink Drama, by Carol Lewis" (ss), Redsine #6 June 2001
  - "Quality Control" (nv), The Mammoth Book of Dracula, ed. Stephen Jones, Robinson 1997
  - "Worse Than the Disease" (ss), Interzone November 1996
11. The Innsmouth Heritage and Other Sequels (Borgo Press March 2009)
  - Introduction (in) *
  - "The Innsmouth Heritage" (ss), Necronomicon Press 1992
  - "The Picture" (vi), The Seventh Seal #2 2000 / Redsine #2 October 2000 / Here and Now Autumn 2004
  - "The Temptation of Saint Anthony" (ss), The Secret History of Vampires, ed. Darrell Schweitzer, DAW 2007
  - "The Ugly Cygnet, by Hans Realist Andersen" (vi), The Seventh Seal #4 2001
  - "Art in the Blood" (ss/nv), Shadows Over Baker Street, ed. John Pelan & Michael Reeves, Del Rey 2003
  - "Mr Brimstone and Dr. Treacle" (vi), Naked Truth #6 1996 (as by "Francis Amery")
  - "Jehan Thun's Quest" (nv), The Mammoth Book of New Jules Verne Adventures, ed. Mike Astley & Eric Brown, Robinson 2005
  - "The Immortals of Atlantis" (ss), disLocations, ed. Ian Whates, NewCon Press 2007
  - "Between the Chapters" (ss) *
  - "Three Versions of a Fable" (vi), Bats and Red Velvet #14 1995
  - "The Titan Unwrecked; or, Futility Revisited" (nv/na), Tales of the Shadowmen 1: The Modern Babylon, ed. Jean-Marc & Randy Lofficier, Black Coat Press 2005
12. Changelings and Other Metamorphic Tales (Borgo Press March 2009)
  - Introduction (in) *
  - "Changelings" (ss), Interzone #85 July 1994
  - "Coming to Terms with the Great Plague" (ss), Omni Online December 1997 (a.k.a. "Coming to Grips with the Great Plague")
  - "Inside Out" (ss/nv), Asimov's March 1997
  - "After the Stone Age" (ss), BBC website March 2004; read original version online
  - "The Oracle" (nv), Asimov's May 1999
  - "The Tour" (ss), Science Fiction Age January 1998
  - "Victims" (ss), Science Fiction Age January 2000
  - "The Serpent" (ss), Interzone September 1995
  - "Tread Softly" (ss), Interzone March 2002
  - "Degrees of Separation (with John B. Ford)" (ss), The Evil Entwines, John B. Ford et. Al., Hardcastle 2002
13. In the Flesh and Other Tales of the Biotech Revolution (Borgo Press March 2009)
  - Introduction (in) *
  - "In the Flesh" (nv), Future Histories, ed. Stephen McClelland, Horizon House UK 1997; read online
  - "A Chip Off the Old Block" (nv), Postscripts Summer 2004
  - "Taking the Piss" (nv), Asimov's June 2002 / Future Crimes, ed. Jack Dann & Gardner Dozois, Ace 2003
  - "Another Bad Day in Bedlam" (ss), Christmas Forever, ed. David G. Hartwell, Tor 1993
  - "Dr. Prospero and the Snake Lady" (ss/nv), Millennium 3001, ed. Russell Davis & Martin H. Greenberg, DAW 2006
  - "Casualty" (nv), Future Weapons of War, ed. Joe Haldeman & Martin H. Greenberg, Baen March 2007
  - "The Trial" (nv), Asimov's July 2007
  - "The Gift of the Magi" (ss), Interzone #122 august 1997
  - "The Incredible Whelk" (ss), Ludd's Mill #16/17 Winter 1980; revised
  - "The Piebald Plumber of Haemlin" (ss), Interzone April 1998
14. The Cosmic Perspective and Other Black Comedies (Borgo Press July 2009); also available as an e-book, listed at 62,851 words
  - Introduction (in) *
  - "The Cosmic Perspective" (nv), The Cosmic Perspective/Custer's Last Stand, Drumm 1985
  - "The Haunted Nursery" (vi), Horrors! 365 Scary Stories, ed. Stefan R. Dziemianowicz, Robert Weinberg & Martin H. Greenberg, Barnes & Noble 1998
  - "The Phantom of Teirbrun" (na) *
  - "Custer's Last Stand" (nv), The Cosmic Perspective/Custer's Last Stand, Drumm 1985
  - "The Requiem Masque" (ss), Albedo One #3 1993
  - "Meat on the Bone" (nv) *
  - "Murphy's Grail" (ss), Redsine #4 February 2001
  - "Brief Encounter in the Smoking Area" (ss), The Interpreter's House #16 February 2001; read online
  - "Fans from Hell" (ss), The Steel Caves December 2000
  - "The Annual Conference of the Prophets of Atlantis" (vi), Reminiscon 40 Souvenir Programme 1992
15. The Best of Both Worlds and Other Ambiguous Tales (Borgo Press August 2009)
  - Introduction (in) *
  - "The Best of Both Worlds" (ss), Postscripts Summer 2008
  - "The Highway Code" (ss), We Think, Therefore, We Are, ed. Peter Crowther, DAW 2009
  - "Captain Fagan Died Alone" (ss), The DAW Science Fiction Reader, ed. Donald A. Wollheim, DAW 1976 (falls into the milieu of novel To Challenge Chaos, see above)
  - "The Face of an Angel" (nv), Leviathan 3, ed. Forrest Aguirre & Jeff VanderMeer, Ministry of Whimsy 2002 (later formed loose basis for novel The Moment of Truth, see above)
  - Verstehen (ss) ConFuse '91 program book (Kongressbok)  1991 / Odyssey September 1997; originally published in German in Pilger Dürch Raum und Zeit, ed. Wilfert, Goldmann 1982
  - "The Bad Seed" (nv), Interzone April 1994
  - "The Man Who Came Back" (vi), sf Impulse October 1966
  - "Appearances" (na) *
16. The Great Chain of Being and Other Tales of the Biotech Revolution (Borgo Press August 2009); also available as an e-book, listed at 69,250 words
  - Introduction (in) *
  - "Following the Pharmers" (nv), Asimov's March 2008
  - "The Unkindness of Ravens" (ss), Interzone #90 December 1994
  - "The Great Chain of Being" (ss), Future Americas, ed. John Helfers & Martin H. Greenberg, DAW 2008
  - "Sleepwalker" (vi), Interzone #105 March 1996
  - "The Beauty Contest" (nv) *
  - "Burned Out" (nv), Interzone #70 April 1993
  - "Inherit the Earth" (na), Analog July 1995 (later expanded into Inherit the Earth, see above)
17. Beyond the Colors of Darkness and Other Exotica (Borgo Press August 2009); also available as an e-book, listed at 66,814 words
  - Introduction (in) *
  - "Beyond the Colors of Darkness" (ss) *
  - "An Offer of Oblivion" (ss), Amazing October 1974; revised
  - "Enlightenment" (nv) *
  - "The Dragons Alziluth and Yetzirah" (vi), Fables and Fantasies, Necronomicon Press 1996 (revised from Star Roots #1 1989; a.k.a. "How the Dragons Alziluth and Yetzirah Lost the Knowledge of a Million Lifetimes")
  - "A Saint's Progress" (ss) *
  - Mens Sana in Corpore Sano (ss) Violent Spectres #2 1995
  - "Black Nectar" (nv) *
  - "Nephthys" (ss), Peeping Tom #13 1994
  - "Plastic Man" (vi) *; originally appeared in Swedish in Norcon 99 program book, 1999
  - "Aphrodite and the Ring" (ss), Scheherazade #11 1995 (a.k.a. "Aphrodite's Ring")
  - Danse Macabre (na) *
18. The Return of the Djinn and Other Black Melodramas (Borgo Press August 2009); pre-publication catalogs listed the title of this collection as The Path of Progress and Other Black Melodramas
  - Introduction (in) *
  - "The Path of Progress" (nv/na) *
  - "Kalamada's Blessing" (vi), Scheherazade #8 1993
  - "The Shepherd's Daughter" (ss), Fear!  September 1990
  - "Shadows of the Past" (nv) *
  - "Reconstruction" (vi), Cold Cuts II, ed. Paul Lewis & Steve Lockley, Alun Books 1994
  - "The Return of the Djinn" (na) *
19. Le Fleurs du Mal / The Undead (Borgo Press August 2010); billed as "Wildside Double #4"
  - Author's Note [to Les Fleurs du Mal] (in) *
  - "Le Fleurs du Mal: A Tale of the Biotech Revolution" (na), Asimov's October 1994; text corrected here, per the author's introduction: "...I eventually decided to finish the novel version of Les Fleurs du Mal anyway, and completed it in 1992. I wrote the story to what seemed its natural length (68,000 words) but could not sell it...I decided to cut the text drastically and attempt to sell an abridged version of the story to one or other of the sf magazines as a novella. The present text is the 29,000-word result of that cut, although Gardner Dozois—who bought it for publication in the October 1994 issue of Asimov's Science Fiction—insisted on cutting out the gratuitous car chase, thus reducing the published version to 27,000 words."; later expanded into the novel Architects of Emortality, see above
  - "The Undead: A Tale of the Biotech Revolution" (short novel) *; also available as an ebook, listed at 44,110 words
20. The Womb of Time (Perilous Press January 2011)
  - "The Womb of Time" (short novel) *
  - "The Legacy of Erich Zann" (na) *; first story in the Auguste Dupin series, see above
21. The Golden Fleece and Other Tales of the Biotech Revolution (Borgo Press March 2012)
  - Introduction (in) *
  - "The Golden Fleece" (na) *
  - "Some Like It Hot" (nv), Asimov's December 2009
  - "Alfonso the Wise" (ss), Interzone #105 March 1996 Pas by "Frances Amery")
  - "Next to Godliness" (ss/nv), Celebration: Commemorating the 50th Anniversary of the British Science Fiction Association, ed. Ian Whates, NewCon Press March 2008; text restored
  - "Mortimer Gray's <i id="mwA6g">History of Death</i>" (na), Asimov's April 1995 (later expanded into The Fountains of Youth, see above)
22. The Legacy of Erich Zann and Other Tales of the Cthulhu Mythos (Borgo Press April 2012)
  - Introduction (in) *
  - "The Legacy of Erich Zann" (na), The Womb of Time, Perilous Press January 2011; first story in the Auguste Dupin series, see above
  - "The Truth about Pickman" (ss), Black Wings: New Tales of Lovecraftian Horror, ed. S. T. Joshi, PS Publishing April 2010
  - "The Holocaust of Ecstasy" (ss), Cthulhu's Reign, ed. Darrell Schweitzer, DAW April 2010
  - "The Seeds from the Mountains of Madness" (na) *

#### Ficțiune scurtă necolecționată
- „The fertile imagination”. Andromeda Spaceways Inflight Magazine. 41: 99–108. 2009.

### Ca traducător (predominant din franceză în engleză)
- Vampire City (1999) (La Ville Vampire by Paul Féval, père (1874)) ISBN: 0-9740711-6-1
- Knightshade (2001) (Le Chevalier Ténèbre by Paul Féval (1860)) ISBN: 0-9740711-4-5
- Lumen (2002) (Lumen by Camille Flammarion (1867)) ISBN: 0-8195-6567-9
- Nightmares of an Ether-Drinker (Tartarus Press 2002) (Sensations et Souvenirs by Jean Lorrain (1895)) ISBN: 1-872621-65-1
- The Vampire Countess (2003) (La Vampire by Paul Féval (1865)) ISBN: 0-9740711-5-3
- The Scaffold (2004) (original collection of previously untranslated stories from Histoires Insolites, L'Amour Suprême and Nouveaux Contes Cruels by Auguste Villiers de l'Isle-Adam (1883)) ISBN: 1-932983-01-5
- The Vampire Soul (2004) (original collection of previously untranslated stories from Tribulat Bonhomet, L'Amour Suprême and Nouveaux Contes Cruels  by Auguste Villiers de l'Isle-Adam (1887)) ISBN: 1-932983-02-3
- The Wandering Jew's Daughter (2005) (La Fille du Juif Errant by Paul Féval (1863)) ISBN: 1-932983-30-9
- John Devil (2005) (Jean Diable by Paul Féval (1861)) ISBN: 1-932983-15-5
- The Black Coats: 'Salem Street (2005) (La Rue de Jérusalem by Paul Féval (1868)) ISBN: 1-932983-46-5
- Revenants (2006) (Le Livre des Mystères by Paul Féval (1852)) ISBN: 1-932983-70-8
- The Black Coats: The Invisible Weapon (2006) (L'Arme Invisible by Paul Féval (1869)) ISBN: 1-932983-80-5
- News from the Moon: Nine French proto-science fiction stories from 1768 to 1902 (2007) ISBN: 978-1-932983-89-0
- Felifax the Tiger-Man (2007) (Félifax by Paul Féval, fils (1929)) ISBN: 978-1-932983-88-3
- The Nyctalope vs. Lucifer (2007) (Lucifer by Jean de La Hire (1921)) ISBN: 978-1-932983-98-2
- Anne of the Isles (2007) (Contes de Bretagne by Paul Féval (1844)) ISBN: 978-1-932983-92-0
- The Vampire and the Devil's Son (2007) (La Baronne Trépassée by Pierre Alexis Ponson du Terrail (1852)) ISBN: 978-1-932983-55-5
- Captain Vampire (2007) (Le Capitaine Vampire by Marie Nizet (1879)) ISBN: 978-1-934543-01-6
- The Vampires of Mars (2008) (Le Prisonnier de la Planète Mars and La Guerre des Vampires by Gustave Le Rouge (1908)) ISBN: 978-1-934543-30-6
- The Black Coats: The Parisian Jungle (2008) (Les Habits Noirs by Paul Féval (1863)) ISBN: 978-1-934543-03-0
- The People of the Pole (2008) (Le Peuple du Pôle by Charles Derennes (1907)) ISBN: 978-1-934543-39-9
- The Nyctalope on Mars (2008) (Le Mystère des XV by Jean de La Hire (1910)) ISBN: 978-1-934543-46-7
- An Inhabitant of the Planet Mars (2008) (Un Habitant de la Planète Mars by Henri de Parville (1864)) ISBN: 978-1-934543-45-0
- The Novel of the Future (2008) (Le roman de l'avenir by Félix Bodin (1834)) ISBN: 978-1-934543-44-3
- The Clock of the Centuries (2008) (L'horloge des siècles by Albert Robida (1902)) ISBN: 978-1-934543-13-9
- The Martian Epic (2008) (Les Titans du Ciel & L'Agonie de la Terre by Octave Joncquel & Theo Varlet (1921)) ISBN: 978-1-934543-41-2
- The Black Coats: The Companions of the Treasure (2008) (Les Companions du Trésor by Paul Féval (1872)) ISBN: 978-1-934543-26-9
- Panic in Paris (2009) (L'effrayante aventure by Jules Lermina (1910)) ISBN: 978-1-934543-83-2
- Journey to the Land of the Fourth Dimension (2009) (Voyage au pays de la quatrième dimension by Gaston de Pawlowski (1912)) ISBN: 978-1-934543-37-5
- Enter the Nyctalope (2009) (L'Assassinat du Nyctalope by Jean de La Hire (1933)) ISBN: 978-1-934543-99-3
- The Extraordinary Adventures of a Russian Scientist Across the Solar System (2 volumes) (2009) (Les Extraordinaires Aventures d'un Savant Russe by Georges Le Faure and Henri de Graffigny (1888–96)) ISBN: 978-1-934543-81-8 & ISBN: 978-1-934543-82-5
- Ignis: The Central Fire (2009) (Ignis by Comte Didier de Chousy (1883)) ISBN: 978-1-934543-88-7
- Sâr Dubnotal vs. Jack the Ripper (2009) (by Anonymous (1909)) ISBN: 978-1-934543-94-8
- Ortog (2009) (Ortog by Kurt Steiner (1960 & 1969)) ISBN: 978-1-935558-28-6
- The Black Coats: Heart of Steel (2009) (Coeur d'Acier by Paul Féval (1865)) ISBN: 978-1-935558-05-7
- Doctor Lerne (2010) (Le Docteur Lerne by Maurice Renard (1908)) ISBN: 978-1-935558-15-6
- A Man Among the Microbes (2010) (Un Homme chez les Microbes by Maurice Renard (1908)) ISBN: 978-1-935558-16-3
- The Navigators of Space (2010) (Les Navigateurs de l'Infini by J.-H. Rosny aîné (1925)) ISBN: 978-1-935558-35-4
- Mysteryville (2010) (Mystère-Ville by Jules Lermina (1905)) ISBN: 978-1-935558-27-9
- The Blue Peril (2010) (Le Péril Bleu by Maurice Renard (1911)) ISBN: 978-1-935558-17-0
- The World of the Variants (2010) (Dans le Monde des Variants by J.-H. Rosny aîné (1939)) ISBN: 978-1-935558-36-1
- The Terror of Madame Atomos (2010) (La Terrible Madame Atomos by André Caroff (1964)) ISBN: 978-1-935558-41-5
- The Doctored Man (2010) (L'Homme Truqué by Maurice Renard (1921)) ISBN: 978-1-935558-18-7
- The Mysterious Force (2010) (La Force Mystérieuse by J.-H. Rosny aîné (1913)) ISBN: 978-1-935558-37-8
- The Master of Light (2010) (Le Maître de la Lumière by Maurice Renard (1933)) ISBN: 978-1-935558-19-4
- Vamireh (2010) (Vamireh by J.-H. Rosny aîné (1892)) ISBN: 978-1-935558-38-5
- The Givreuse Enigma (2010) (L'Enigme de Givreuse by J.-H. Rosny aîné (1892)) ISBN: 978-1-935558-39-2
- The Man Who Found Himself (2010) (L'Homme Qui s'est retrouvé by Henri Duvernois (1936)) ISBN: 978-1-935558-04-0
- The Black Coats: The Cadet Gang (2010) (La Bande Cadet by Paul Féval (1875)) ISBN: 978-1-935558-45-3
- The Age of Lead (2010) (L'Age de Plomb by fr (1922)) ISBN: 978-1-935558-42-2
- The Young Vampire (2010) (La Jeune Vampire by J.-H. Rosny aîné (1920)) ISBN: 978-1-935558-40-8
- The Song of Montségur (2010) (Le Chant de Montségur by Sylvie Miller & Philippe Ward (2001)) ISBN: 978-1-935558-56-9
- The Eye of Purgatory (2010) (L'Oeil du Purgatoire by Jacques Spitz (1945)) ISBN: 978-1-935558-64-4
- The Gardens of the Apocalypse (2010) (Les Jardins de l'Apocalypse by Richard Bessière (1963)) ISBN: 978-1-935558-68-2
- The Superhumans (2011) (Les Surhommes by Han Ryner (1929)) ISBN: 978-1-935558-77-4
- The Supreme Progress: Eighteen French proto-science fiction stories from 1862 to 1890 (2011) ISBN: 978-1-935558-82-8
- Chalet in the Sky (2011) (Un Chalet dans les Airs by Albert Robida (1925)) ISBN: 978-1-935558-87-3
- The Secret of Zippelius (2011) (Le Secret des Zippelius by Jules Lermina (1893)) ISBN: 978-1-935558-88-0
- The Vampire Lord Ruthwen (2011) (Lord Ruthwen ou Les Vampires by Cyprien Bérard (1820)) ISBN: 978-1-61227-004-3
- Voyage to Venus (2011) (Voyage à Vénus by Achille Eyraud (1865)) ISBN: 978-1-61227-005-0
- The Vengeance of the Oval Portrait (2011) by Gabriel de Lautrec (1922)) ISBN: 978-1-61227-009-8
- The World Above the World: Nine French proto-science fiction stories from 1862 to 1890 (2011) ISBN: 978-1-61227-002-9
- The Mysterious Fluid (2011) (Pour Lire en Automobile by Paul Vibert (1901)) ISBN: 978-1-61227-020-3
- Ever Smaller (2011) (Toujours Plus Petits by Albert Bleunard (1893)) ISBN: 978-1-162-27014-2
- The Black Coats: The Sword-Swallower (2011) (L' Avaleur de Sabres by Paul Féval (1867)) ISBN: 978-1-61227-024-1
- The Great Cataclysm (2011) (Le Grand Cataclysme by Henri Allorge (1927)) ISBN: 978-1-61227-026-5
- City of Glass (2011) (Une Ville de Verre by Alphonse Brown (1891)) ISBN: 978-1-61227-023-4
- The Virgin Vampire (2011) (La Vampire ou la Vierge de Hongrie by Étienne-Léon de Lamothe-Langon (1825)) ISBN: 978-1-61227-032-6
- Illa's End (2011) (La Fin d'Illa by José Moselli (1925)) ISBN: 978-1-61227-031-9
- Journey To The Inverted World (2011) (Voyage au Monde à l'Envers by Marcel Rouff (1920)) ISBN: 978-1-61227-039-5
- Amilec (2011) (Amilec (1753); Giphantie (1760); L'Empire des zaziris sur les humains (1761) by Charles-François Tiphaigne de la Roche) ISBN: 978-1-61227-033-3
- Baal (2011) (Baal (1924); Les Amantes du diable (1929) by Renée Dunan) ISBN: 978-1-61227-046-3
- The Human Arrow (2011) (Les Ailes de l'Homme by Félicien Champsaur (1917; rev. 1927)) ISBN: 978-1-61227-045-6
- The Wing (2011) (L'Aile, Roman des Temps Nouveaux by Jean Richepin (1911)) ISBN: 978-1-61227-053-1
- The Xenobiotic Invasion (2011) (La Grande Panne by Theo Varlet (1930)) ISBN: 978-1-61227-054-8
- The Tale of Gold and Silence (2011) (Le Conte de l'Or et du Silence by Gustave Kahn (1898)) ISBN: 978-1-61227-063-0
- The World in 2000 Years (2011) (Le Monde dans 2000 Ans by Georges Pellerin (1878)) ISBN: 978-1-61227-058-6
- Nemoville: Twelve French proto-science fiction stories from 1757 to 1924 (2012) ISBN: 978-1-61227-070-8
- The Adventures Of A Parisian Aeronaut In The Unknown Worlds (2012) (Les Aventures d'un Aéronaute Parisien dans les Mondes Inconnus by Alfred Driou (1856)) ISBN: 978-1-61227-067-8
- Illusions of Immortality (2012) by Edmond Haraucourt (nine stories from 1888 to 1919) ISBN: 978-1-61227-075-3
- Timeslip Troopers (2012) (La Belle Valence by Théo Varlet & André Blandin (1923)) ISBN: 978-1-61227-078-4
- A Surfeit of Mirrors (2012) (La Canne de jaspe (1897) & Histoires Incertaines (1919) by Henri de Régnier) ISBN: 978-1-61227-076-0
- Double Life (2012) (misc. stories, 1843-1858) by Charles Asselineau ISBN: 978-1-61227-079-1
- The Dominion of the World (4 volumes, 2012) (La Conspiration des Milliardaires (1899-1900) by Gustave Le Rouge & Gustave Guitton) ISBN: 978-1-61227-095-1, 978-1-61227-096-8, 978-1-61227-097-5 and 978-1-61227-098-2
- The Year 5865 (2012) (L'An 5865 ou Paris dans 4000 Ans (1865) by Hippolyte Mettais) ISBN: 978-1-61227-100-2
- The Tower of Destiny (2012) (Histoire de ce qui n'est pas arrivé (1854) and  Les Ruines de Paris (1836) by Joseph Méry) ISBN: 978-1-61227-101-9
- Investigations of the Future: Seven French proto-science fiction stories from 1851 to 1909 (2012) ISBN: 978-1-61227-106-4
- The Future City (2012) (La Cité Future (1890) by Alain le Drimeur) ISBN: 978-1-61227-114-9
- Ouha, King of the Apes (2012) (Ouha, Roi des Singes (1923) by Félicien Champsaur) ISBN: 978-1-61227-115-6
- The Human Microbes (2012) (Les Microbes Humains (1887) by Louise Michel) ISBN: 978-1-61227-116-3
- The New World (2012) (Le Nouveau Monde (1888) by Louise Michel) ISBN: 978-1-61227-117-0
- The Vampire of the Val-de-Grace (2012) (Le Vampire du Val-de-Grace (1862) by Léon Gozlan) ISBN: 978-1-61227-123-1
- The Frenetic People (2012) (Les Hommes Frénétiques (1925) by Ernest Pérochon) ISBN: 978-1-61227-118-7
- The Golden Rock (2012) (Le Roc d'Or (1927) by Theo Varlet) ISBN: 978-1-61227-134-7
- The Unpretentious Philosopher (2012) (Le Philosophe sans Prétention (1775) by Louis-Guillaume de La Follie) ISBN: 978-1-61227-136-1
- Rouletabille at Krupp's (2013) (Rouletabille chez Krupp (1918) by Gaston Leroux) ISBN: 978-1-61227-144-6
- Spawn of the Penitentiary (2013) (Fleur de Bagne (1902) by Marie-François Goron & Emile Gautier) ISBN: 978-1-61227-137-8
- The Crazy Corner (2013) (Le Coin des Fous (1921) by Jean Richepin) ISBN: 978-1-61227-142-2
- The Napus: The Great Plague of the Year 2227, Léon Daudet (Borgo Press January 2013) (from Le Napus: fléau de l'an 2227, 1927)
- The Bacchantes: A Dionysian Scientific Romance, Léon Daudet (Borgo Press January 2013) (from Les Bacchantes, 1931)
- Isoline and the Serpent-Flower (2013) (Isoline et la Fleur-Serpent (1882)  by Judith Gautier) ISBN: 978-1-61227-152-1
- The Conquest of the Air (2013) (La Conquête de l'Air (1875)  by Alphonse Brown) ISBN: 978-1-61227-143-9
- The Man Who Lost Himself: A Symbolist Novel, André Beaunier (Borgo Press February 2013) (from L'Homme qui a perdu son moi, 1911)
- Champavert: Immoral Tales, Pétrus Borel the Lycanthrope (Borgo Press February 2013)
- Pharaoh's Wife (2013) (La Pharaonne (1929) by Felicien Champsaur) ISBN: 978-1-61227-156-9
- Love in 5000 Years (2013) (L'Amour dans 5000 Ans (1908) by Fernand Kolney) ISBN: 978-1-61227-155-2
- Paris in the Year 2000 (2013) (Paris en l'An 2000 (1869) by Tony Moilin) ISBN: 978-1-61227-160-6
- Monsieur Synthesis (2013) (Les Secrets de Monsieur Synthèse (1888) and Dix Mille Ans dans un Bloc de Glace (1889) by Louis Boussenard) ISBN: 978-1-61227-161-3
- The Castaways of Eros (2013) (Autore Lescure, Pilote d'Astronef (1932) by Theo Varlet) ISBN: 978-1-61227-177-4
- The Immortal Woman (2013) (La Femme Immortelle (1869) by Pierre-Alexis Ponson du Terrail) ISBN: 978-1-61227-175-0
- The Antisocial Man and Other Strange Stories, Frédéric Boutet (Borgo Press May 2013)
- The Voyage of Julius Pingouin and Other Strange Stories, Frédéric Boutet (Borgo Press June 2103)
- The Centaurs (2013) (Les Centaures (1904) by André Lichtenberger) ISBN: 978-1-61227-184-2
- Electric Life (2013) (La Vie Electrique (1892) by Albert Robida) ISBN: 978-1-61227-182-8
- Voyage Beneath the Waves: A Science Fiction Novel, Jules Rengade (Borgo Press July 2013) (from Voyage sous les flots, 1867)
- Claude Mercoeur's Reflection and Other Strange Stories, Frédéric Boutet (Borgo Press July 2013)
- The Eternal Flame (2013) (La Flamme Eternelle (1931), Ciel Rose (1933) by Michel Corday) ISBN: 978-1-61227-189-7
- In a Thousand Years (2013) (Dans Mille Ans (1884)  by Emile Calvet) ISBN: 978-1-61227-192-7
- The Children of the Crab (2013) (Raramémé (1921) by André Lichtenberger) ISBN: 978-1-61227-200-9
- Danse Macabre (2013) (Danse Macabre (1832) by Paul Lacroix) ISBN: 978-1-61227-205-4
- Obsession (2013) (L'Obsession - Moi et l'Autre (1908) by Jules Claretie) ISBN: 978-1-61227-213-9
- Ahasuerus (2013) (Ahasverus (1834)  by Edgar Quinet) ISBN: 978-1-61227-214-6
- The Chambrion and Other Stories, Pierre Alexis Ponson du Terrail (Borgo Press September 2013)
- The Anatomy of Love and Murder: Psychoanalytical Fantasies, Gaston Danville (Borgo Press September 2013)
- The Adventures of Captain Cap (2013) (Le Captain Cap, ses aventures, ses idées, ses breuvages (1902) by Alphonse Allais) ISBN: 978-1-61227-218-4
- The Fiery Wheel (2013) (La Roue Fulgurante (1908) by Jean de La Hire) ISBN: 978-1-61227-217-7
- Martyrs of Science (2013) (original collection of stories by S. Henry Berthoud) ISBN: 978-1-61227-229-0
- Prince Bonifacio (2013) (Prince Bonifacio (1864) by Louis Ulbach) ISBN: 978-1-61227-228-3
- Cybele (2013) (Cybele (1891) by Adolphe Alhaiza) ISBN: 978-1-61227-231-3
- The Conqueror of Death (2013) (original collection of 8 French scientific romances) ISBN: 978-1-61227-230-6
- Someone is Stealing Children in Paris (2014) (On Vole des Enfants à Paris (1906) by Louis Forest) ISBN: 978-1-61227-252-8
- The Magnetized Corpse (2014) (original collection of stories by Jules Janin)) ISBN: 978-1-61227-248-1
- The Mysterious Doctor Cornelius (2014) (Le Mystérieux Docteur Cornelius (1912–13) by Gustave Le Rouge) ISBN: 978-1-61227-243-6; 978-1-61227-244-3; 978-1-61227-245-0
- The Vampires of London (2014) (Le Vampire (1852) by Angelo de Sorr) ISBN: 978-1-61227-264-1
- The Marvelous Adventures of Serge Myrandhal on Mars (2014) (Les Aventures Merveilleuses de Serge Myrandhal sur la Planete Mars (1908) by H. Gayar) ISBN: 978-1-61227-265-8
- The Necessary Evil (2014) (Le Mal Nécessaire (1899) by André Couvreur) ISBN: 978-1-61227-253-5
- Caresco, Superman (2014) (Caresco, Surhomme (1904) by André Couvreur) ISBN: 978-1-61227-254-2
- The Exploits of Professor Tornada 1 (2014) (Une Invasion de Macrobes (1909); L'Androgyne (1922) by André Couvreur) ISBN: 978-1-61227-279-5
- The Exploits of Professor Tornada 2 (2014) (Le Valeur Phosphorescent (1923); Mémoires d'un Immortel (1924)  by André Couvreur) ISBN: 978-1-61227-280-1
- The Exploits of Professor Tornada 3 (2014) (Le Biocole (1927); Le Cas de la Baronne Sasoitsu (1939) by André Couvreur) ISBN: 978-1-61227-281-8
- The Eupantophone (2014) (L'Eupantophone (1904) by Henri Austruy) ISBN: 978-1-61227-293-1
- The Petitpaon Era (2014) (L'Ere Petitpaon (1906) by Henri Austruy) ISBN: 978-1-61227-294-8
- The Olotelepan (2014) (L'Olotelepan (1925) by Henri Austruy) ISBN: 978-1-61227-295-5
- An Unknown World (2014) (Un Monde Inconnu, Deux Ans sur la Lune (1896) by Pierre de Selenes) ISBN: 978-1-61227-302-0
- The Enchanter Merlin (2014) (Merlin l'Enchanteur (1860) by Edgar Quinet) ISBN: 978-1-61227-303-7
- The Human Ant (2014) (L'Homme Fourmi (1901) by Han Ryner) ISBN: 978-1-61227-323-5
- The Silent Bomb (2014) (La Bombe Silencieuse (1916) by Charles Dodeman) ISBN: 978-1-61227-319-8
- Paris Before the Deluge (2014) (Paris Avant le Déluge (1866) by Hippolyte Mattais) ISBN: 978-1-61227-328-0
- The Battle of Strasbourg (2014) (La Bataille de Strasbourg (1892) by Jules Lermina) ISBN: 978-1-61227-324-2
- The Revolt of the Machines (2013) (original collection of 8 French scientific romances) ISBN: 978-1-61227-333-4
- The Final War (2014) (La Guerre Finale (1885) by Barillet-Lagargousse) ISBN: 978-1-61227-337-2
- Homo-Deus (2014) (Homo deus, le satyre invisible (1923) and Tuer les vieux, jouir! (1925) by Félicien Champsaur) ISBN: 978-1-61227-351-8
- Daâh: The First Human (2014) (Daâh, le premier homme (1914) by Edmond Haraucourt plus further stories) ISBN: 978-1-61227-355-6
- The Magnetized Corpse (2014) (Contes Fantastiques et contes littéraires (1832) by Jules Janin) ISBN: 978-1-61227-248-1
- Prince Bonifacio and Other Stories (2014) (Le Prince Bonifacio; La dame blanche de Bade; Le petit homme rouge; Le démon du laco (1864) by Louis Ulbach) ISBN: 978-1-61227-228-3
- The Ark (2015) (Le Roi du Galande (1910) and L'Arche (1920) by André Arnyvelde) ISBN: 978-1-61227-432-4
- The Mutilated Bacchus (2015) (Le Bacchus Mutilé (1922) and Demande un Homme, ou L'Étrange Tournoi d'Amour (1924) by André Arnyvelde) ISBN: 978-1-61227-433-1
- Nora, the Ape-Woman (2015) (Nora, la guenon devenue femme (1929) by Félicien Champsaur) ISBN: 978-1-61227-403-4
- The Misfortunes of John Bull (2015) (Les Malheurs de John Bull (1884) by Camille Debans) ISBN: 978-1-61227-411-9
- The World of Mercury (2015) (Relation du Monde de Mercure (1750) by Chevalier de Béthune) ISBN: 978-1-61227-410-2
- Balzac's Cane (2015) (Le Lorgnon as Delphine Gay (1831) and La Canne de M de Balzac (1836) by Mme Émile de Girardin) ISBN: 978-1-61227-368-6
- The Philosophic Voyager in an Island Unknown to the Inhabitants of Earth (2015) (Le Voyageur Philosophe dans un Pays Inconnu aux Inhabitants de la Terre (1761) by Mr de Listonai) ISBN: 978-1-61227-367-9
- The Voyages of Lord Seaton to the Seven Planets (2015) (Voyage de Milord Séton dans les Sept Planètes, ou Le nouveau mentor (1765-1766) by Marie-Anne de Roumier-Robert) ISBN: 978-1-61227-446-1
- The War of the Sexes (2015) (Tel qui est! (1926) by Odette Dulac) ISBN: 978-1-61227-405-8
- Jim Click (2015) (Jim Click ou La Merveilleuse Invention (1930) by Fernand Fleuret) ISBN: 978-1-61227-442-3
- The Enchanted City: A Voyage to Lake Tanganyika (2015) (La ville enchantée, voyage au Lac Tanganyika (1885) by Eugène Hennebert) ISBN: 978-1-61227-345-7
- The Maker of Men and his Formula (2015) (Le Faiseur d'Hommes et sa Formule (1906) by Jules Hoche) ISBN: 978-1-61227-426-3
- The Missing Men of the Sirius (2015) (Les Trois Disparus du "Sirius" (1896) by Georges Price) ISBN: 978-1-61227-387-7
- The Engineer von Satanas (2015) (L'Ingénieur von Satanas (1919) by Albert Robida) ISBN: 978-1-61227-425-6
- The World Turned Upside Down (2015) (Voyage de Théodose à l'île d'Utopie (1872) and Le monde reversé (1872) by Léonie Rouzade) ISBN: 978-1-61227-346-4
- The Strange Voyages of Jacques Massé and Pierre de Mésange (2015) (Voyages et Avantures de Jaques Massé anonymous (circa 1714) and La Vie, Les Aventures, & le Voyage de Groenland du Révérend Pere Cordelier Pierre de Mésange (1720) by Simon Tyssot de Patot) ISBN: 978-1-61227-370-9
- The Merchants of Health and Other Fantastic Stories (2015) (Les Marchands de Santé (1862) and Monsieur Personne (1864) by Pierre Véron) ISBN: 978-1-61227-372-3
- The Last Fay (2016) (La Dernière fée, ou La Nouvelle Lampe merveilleuse (1823) by Horace de Saint-Aubin) ISBN: 978-1-61227-547-5
- Journey to the Sun (2016) (Paris avant les hommes (1861) by Pierre Boitard) ISBN: 978-1-61227-517-8
- Voyage to the Center of the Earth (2016) (Voyage au centre de la terre, ou, Aventures diverses de Clairancy et de se compagnons, dans le Spitzberg, au Pôle-Nord, et dans des pays inconnus (1821) by Jacques-Albin Simon Collin de Plancy) ISBN: 978-1-61227-487-4
- Harry Dickson: Tenebras (2016) (Tenebras, le bandit fantôme (1912) by Arnould Galopin) ISBN: 978-1-61227-562-8
- The Apocryphal Napoleon (2016) (Napoléon et la conquête du monde, 1812-1832: Histoire de la monarchie universalle (1836) by Louis Geoffroy) ISBN: 978-1-61227-579-6
- The Second Life of Doctor Albin (2016) (La seconde vie du docteur Albin (1902) by Raoul Gineste) ISBN: 978-1-61227-467-6
- An International Mission to the Moon (2016) (Une mission internationale sur la Lune (1933) plus two other tales by Jean Petithuguenin) ISBN: 978-1-61227-466-9
- The Chimerical Quest (2016) (Le Soleil Noir (1929) and La Chasse aux chimères (1932) by René Pujol) ISBN: 978-1-61227-488-1
- The Discovery of the Austral Continent by a Flying Man (2016) (La découverte australe par un Homme-volant, ou le Dédale français (1781) by Restif de la Bretonne) ISBN: 978-1-61227-512-3
- The Son of Silence (2016) (Le fils du silence (1911) and Les Paraboles Cyniques (1913) by Han Ryner) ISBN: 978-1-61227-549-9
- The End of Atlantis (2017) (La Fin d'Atlantis ou le grand soir (1926) by Jean Carrère) ISBN: 978-1-61227-618-2
- The Man Who Married a Mermaid (2017) with Paul Bocage (Les Mariages du père Olifus (1849) by Alexandre Dumas) ISBN: 978-1-61227-612-0
- Arrival in the Stars and Other Stories (2017) (stories from Fantasmagories, histoires rapides (coll 1887) plus L'Arrivée aux étoiles: essai vers l'au-delà (1922) by Jean Rameau) ISBN: 978-1-61227-627-4
- The Story of the Great Prince Oribeau (The Fay Ouroucoucou 1) (2017) (Les veillées du marais, ou, histoire du grand prince Oribeau, roi de Mommonie, au pays d'Evinland; & de la vertueuse princesse Oribelle, de Lagenie: tirée des anciénnes annales Irlandaises, & recenment-translatée en-français (1785) by Restif de la Bretonne) ISBN: 978-1-61227-601-4
- The Four Beauties and the Four Beasts (The Fay Ouroucoucou 2) (2017) (Restif de la Bretonne) ISBN: 978-1-61227-602-1
- In 1965 and Other Stories (2018) (Albert Robida) ISBN: 978-1-61227-728-8
- Singular Amours (2018) (Trois Amours Singulières (1886) by Edmond Thiaudière) ISBN: 978-1-61227-730-1

### Ca editor

#### Serii de antologii
- Decadență 
  - 1 The Daedalus Book of Decadence (Moral Ruins) - Cartea decadenței lui Daedalus (Ruinele morale) (1990)
  - 2 The Second Daedalus Book of Decadence: The Black Feast  - Cea de-a doua carte a decadenței lui Daedalus: Sărbătoarea neagră (1992)

#### Antologii
- Tales of the Wandering Jew  -Povestirile evreului rătăcitor (1991)
- The Dedalus Book of British Fantasy: The 19th Century ( (1991)
- The Dedalus Book of Femmes Fatales((992)

### Nonfiction
- The Mysteries of Modern Science (Routledge & Kegan Paul 1977)
- A Clash of Symbols: The Triumph of James Blish (Borgo Press October 1979) / (Borgo Press August 2008)
- Masters of Science Fiction: Essays on Six Science Fiction Authors (Borgo Press December 1981)
- The Science in Science Fiction (Michael Joseph 1982 / Knopf February 1983) (with Peter Nicholls as General Editor and David Langford as fellow Contributor)
- Future Man: Brave New World or Genetic Nightmare? (Crown October 1984)
- The Third Millennium: A History of the World AD 2000-3000 (with David Langford) (Sidgwick & Jackson July 1985 / Knopf August 1985)
- Scientific Romance in Britain, 1890-1950 (Fourth Estate September 1985 / St. Martin's Press November 1985)
- The Sociology of Science Fiction (Borgo Press April 1987) (Borgo Press September 2007); book version of Stableford's doctoral thesis
- The Way to Write Science Fiction (Elm Tree Books April 1989)
- Algebraic Fantasies and Realistic Romances: More Masters of Science Fiction (Borgo Press February 1995) / (Borgo Press September 2007)
- Opening Minds: Essays on Fantastic Literature (Borgo Press April 1995) / (Borgo Press September 2007)
- Outside the Human Aquarium: Masters of Science Fiction, Second Edition (Borgo Press September 1995) / (Borgo Press April 2008); Read an excerpt on the fiction of Clark Ashton Smith
- Writing Fantasy & Science Fiction and Getting Published (Teach Yourself Books December 1997)
- Glorious Perversity: The Decline and Fall of Literary Decadence (Borgo Press 1998) / (Borgo Press October 2008)
- Yesterday's Bestsellers: A Voyage through Literary History (Borgo Press May 1998) / (Borgo Press August 2008)
- The Dictionary of Science Fiction Places (Fireside Books April 1999)
- Historical Dictionary of Science Fiction Literature (Scarecrow Press June 2004); revised as The A to Z of Science Fiction Literature (Scarecrow Press September 2005)
- Historical Dictionary of Fantasy Literature (Scarecrow Press July 2005) - see Stableford's note; revised as The A to Z of Fantasy Literature (Scarecrow Press August 2009)
- Science Fact and Science Fiction: An Encyclopedia (Routledge September 2006)
- Slaves of the Death Spiders and Other Essays on Fantastic Literature (Borgo Press November 2006); also available as an ebook, listed at 65,566 words
- Space, Time, and Infinity: Essays on Fantastic Literature (Borgo Press December 2006)
- Heterocosms and Other Essays on Fantastic Literature (Borgo Press February 2007); also available as an ebook, listed at 89,003 words
- The Devil's Party: A Brief History of Satanic Abuse (Borgo Press March 2009)
- Gothic Grotesques: Essays on Fantastic Literature (Borgo Press March 2009)
- News of the Black Feast and Other Random Reviews (Borgo Press March 2009)
- Jaunting on the Scoriac Tempests and Other Essays on Fantastic Literature (Borgo Press April 2009)
- Against the New Gods and Other Essays on Writers of Imaginative Fiction (Borgo Press November 2009)
- Narrative Strategies in Science Fiction and Other Essays on Imaginative Fiction (Borgo Press December 2009)
- Exotic Encounters: Selected Reviews (Borgo Press January 2010)
- Creators of Science Fiction: Essays on Authors, Editors, and Publishers Who Shaped Science Fiction (Borgo Press March 2010)
- The Decadent World-View: Selected Essays (Borgo Press August 2010)
- New Atlantis: A Narrative History of Scientific Romance, Vol. 1: The Origins of Scientific Romance (Borgo Press February 2016)
- New Atlantis: A Narrative History of Scientific Romance, Vol. 2: The Emergence of Scientific Romance (Borgo Press February 2016)
- New Atlantis: A Narrative History of Scientific Romance, Vol. 3: The Resurgence of Scientific Romance (Borgo Press February 2016)
- New Atlantis: A Narrative History of Scientific Romance, Vol. 4: The Decadence of Scientific Romance (Borgo Press February 2016)
- The Plurality of Imaginary Worlds: The Evolution of French Roman Scientifique (Black Coat Press March 2016)

## Vezi și
- Listă de romane științifico-fantastice